# Äppelviksskolan

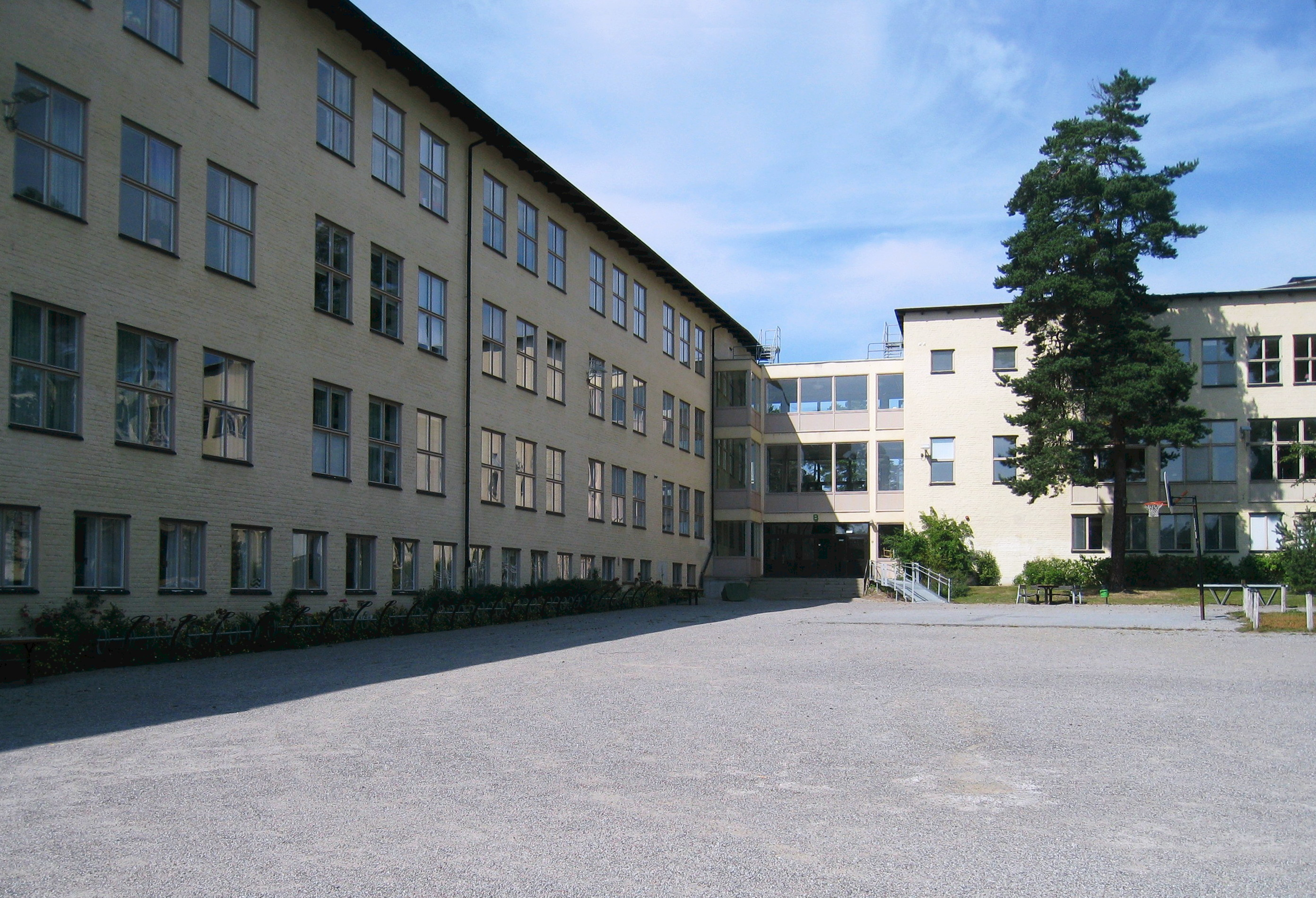
Skolgården med västra flygeln till vänster och till höger den östra flygelbyggnaden, som innehåller aula, matsal och lärosalar för slöjd och skolkök.

Äppelviksskolan är en kommunal grundskola med cirka 600 elever i stadsdelen Äppelviken alldeles vid gränsen till Smedslätten i Bromma i västra Stockholm. Skolan ligger på Alviksvägen 97 i Bromma.
Äppelviksskolan har tidigare hållit undervisning i årskurserna 6, 7, 8 och 9. Från och med höstterminen 2024 så sker undervisningen i årskurserna 7, 8 och 9. Äppelviksskolan är en "fortsättningsskola" för de elever som tidigare har gått i Smedslättsskolan, Ålstensskolan, eller någon annan grundskola, och där har fått undervisning i årskurserna 1-6. Den första delen av skolan byggdes 1924 och ritades av Georg A Nilsson. Den nuvarande skolbyggnaden, den östra skolflygeln, är ritad av arkitekt Paul Hedqvist 1941. Åren 1995-1999 genomgick Äppelviksskolan en ombyggnad och renovering.

## Byggnader

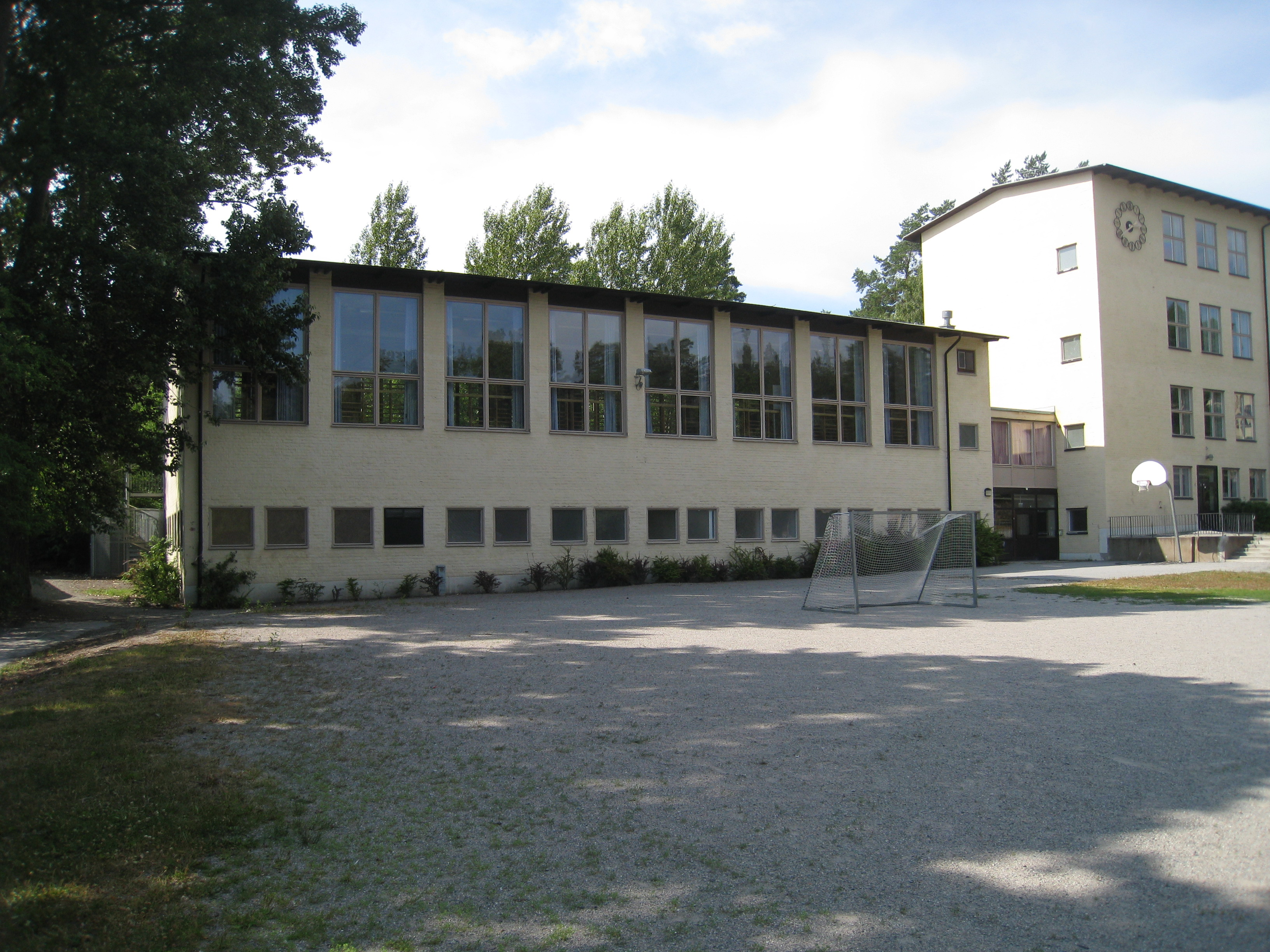
Idrottsavdelningen med gymnastiksal.

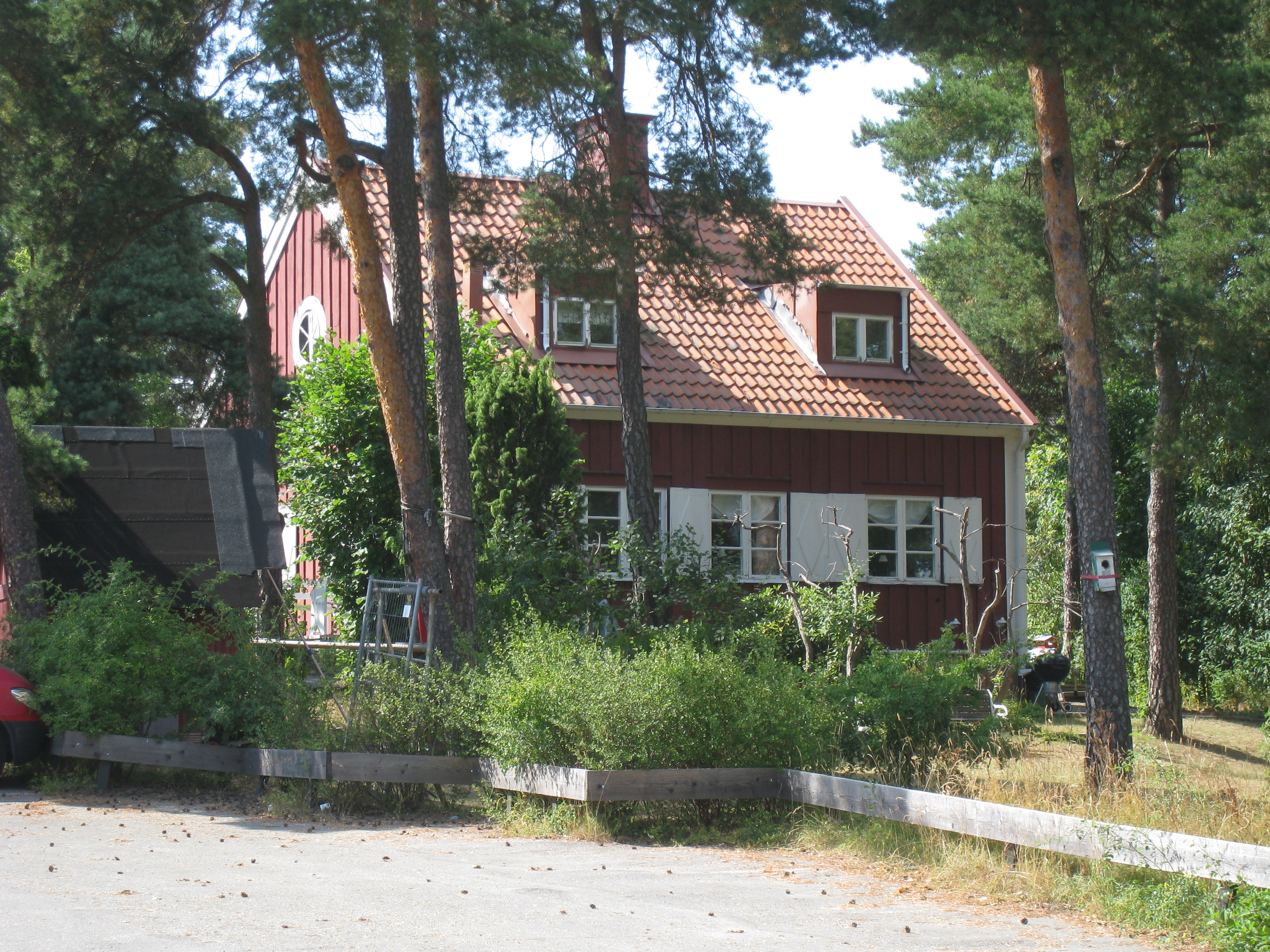
Gamla skolvaktmästarbostaden.

Äppelviksskolan på Alviksvägen 97 i Bromma ritades av arkitekt Paul Hedqvist i funktionalistisk stil i början av 1940-talet. 1941 byggdes en del av den äldre folkskolan, den östra skolflygeln, från 1924, ritad av Georg A Nilsson, in i en ny större skolbyggnad, ritad av Paul Hedqvist. Byggherre var Folkskoledirektionen. Konstruktör var ingenjör Stig Ödeen från Stig Ödeens Ingenjörsbyrå AB och byggmästare var byggnadsingenjör Carl Zetterberg. Hedqvists skola uppfördes som Bromma kommunala flickskola och hette så fram till 1968, då den anpassades till kommunal grundskola, Äppelviksskolan. Byggnaden har stora ljusinsläpp i matsal, korridorer och trapphus. I aulan finns en fresk av konstnären Tage Hedqvist målad 1944. Titeln på väggmålningen är Seglats och den målades i den dåvarande aulan i skolan som då var Bromma kommunala flickskola och där det numera är matsal. Se även nedan under Interiörer.
Byggnadskomplexet består av en klassrumslänga i tre våningar med vidbyggd gymnastiksal i söder samt en aulabyggnad med matsal, ämnesrum och administration som är sammanlänkad med klassrumslängan via en entréhall i norr. Idrottsbyggnaden renoverats 1994, och 1997 totalrenoverades övriga delar av skolan. Skolans byggnader är grönmarkerade av Stockholms Stadsmuseum, vilket betyder att bebyggelsen är särskilt värdefull från historisk, kulturhistorisk, miljömässig eller konstnärlig synpunkt. Skolan ägs och förvaltas av Skolfastigheter i Stockholm AB (SISAB).
Den röda stugan på skoltomten i kvarteret Gamla vägen 8 på Alviksvägen uppfördes som vaktmästarbostad på 1920-talet, det är ett enfamiljshus i en våning med inredd vind. År 1942, ett par år efter flickskolans flyttning till Alviksvägen, byggdes Äppelviksskolan (Bromma kommunala flickskola) ut.

## Interiörer
I aulan finns det synlig trätakskonstruktion med ursprunglig armatur, sluttande golv och scen i trä, ljusinsläpp från båda långväggarna, betongläktare med träräcke. Trapphuset är belagt med kalksten och har ljudabsorbenter, smidesräcken och putsade väggar. Aulans/matsalens väggmålning är en monumentalmålning, Seglats, utförd 1944 av konstnären Tage Hedqvist (1909-1997). Målningen renoverades 2005 och nedre delen skyddas av plexiglas. Konstnären Tage Hedqvist målade ofta figurmotiv, landskap och mariner, och han utförde även dekorationsarbeten och offentlig utsmyckning.